# Queens of the Stone Age (album)
Albums de Queens of the Stone Age
Rated R
(2000)
Singles
1. If Only
Sortie : 6 octobre 1998

Queens of the Stone Age est le premier album du groupe de Stoner Rock américain, Queens of the Stone Age. Il est paru le 22 septembre 1998 et a été produit par Josh Homme et Joe Barresi.

## Historique
Il a été enregistré en Californie principalement par le duo Homme/Hernández et a été publié aux États-Unis sur le label de Stone Gossard, Loosegroove Records. La sortie européenne se fera sur Roadrunner Records.
Cet album se classa à la 122e place du Billboard 200 et à la 48e place des charts britanniques mais seulement lors de sa réédition en 2011. Il sera certifié disque d'argent en Grande-Bretagne en 2006.
Bien qu'il apparaisse sur la pochette, Nick Oliveri, l'ancien bassiste de Kyuss, ne joue pas sur cet album et ne rejoindra le groupe qu'après son enregistrement.

## Membres du groupe
- Josh Homme : guitares, chant
- Alfredo Hernández : batterie, percussions
- Carlo Von Sexron : claviers, basse

## Musiciens additionnels
- Chris Goss: basse et chœur sur You Would Know et Give the Mule What He Wants
- Fred Drake : batterie et chant sur I Was a Teenage Hand Model
- Hutch : clavier sur I Was a Teenage Hand Model
- Dave Catching : percussions sur I Was a Teenage Hand Model

## Liste des titres
- Tous les titres sont signés par Josh Homme et Alfredo Hernández sauf indications.

| 1.    | Regular John                | Josh Homme, Alfredo Hernandez, John McBrain | 4:35 |
| 2.    | Avon                        | Josh Homme                                  | 3:22 |
| 3.    | If Only                     | Josh Homme                                  | 3:20 |
| 4.    | Walkin on the Sidewalks     |                                             | 5:03 |
| 5.    | You Would Know              |                                             | 4:16 |
| 6.    | How to Handle a Rope        |                                             | 3:30 |
| 7.    | Mexicola                    | Josh Homme                                  | 4:54 |
| 8.    | Hispanic Impressions        |                                             | 2:44 |
| 9.    | You Can't Quit Me Baby      |                                             | 6:33 |
| 10.   | Give the Mule What He Wants |                                             | 3:09 |
| 11.   | Spiders and Vinegaroons     |                                             | 6:26 |
| 12.   | I Was a Teenage Hand Model  |                                             | 5:01 |
| 46:27 |                             |                                             |      |

## Charts & certification
Charts album 2011
| Pays                                  | Durée du classement | Meilleur classement | Date         |
| ------------------------------------- | ------------------- | ------------------- | ------------ |
| Autriche                              | 1 semaine           | 75e                 | 18 mars 2011 |
| Australie                             | 1 semaine           | 34e                 | 13 mars 2011 |
| Belgique (W)                          | 2 semaines          | 82e                 | 19 mars 2011 |
| Belgique (V)                          | 15 semaines         | 30e                 | 19 mars 2011 |
| États-Unis                            | 1 semaine           | 122e                | 4 juin 2011  |
| France                                | 2 semaines          | 138e                | 12 mars 2011 |
| Nouvelle-Zélande                      | 2 semaines          | 25e                 | 7 mars 2011  |
| Pays-Bas                              | 4 semaines          | 32e                 | 12 mars 2011 |
| Royaume-Uni (UK Albums Chart)         | 1 semaine           | 48e                 | 19 mars 2011 |
| Royaume-Uni (UK Rock and Metal Chart) | -                   | 1er                 | 13 mars 2011 |
| Suisse                                | 1 semaine           | 80e                 | 20 mars 2011 |

Certification
| Pays        | Ventes   | Certification | Date           |
| ----------- | -------- | ------------- | -------------- |
| Royaume-Uni | 60 000 + | Argent        | 3 février 2006 |